# Dendropogonella
Dendropogonella là một chi rêu trong họ Cryphaeaceae.